# Av. 68 - Calle 19 (estación)
La estación sencilla Calle 19 hará parte del sistema de transporte masivo de Bogotá, TransMilenio, inaugurado en el año 2000.

## Ubicación
La estación está ubicada específicamente sobre la Avenida Carrera 68 entre calle 19 y calle 20.
Atenderá la demanda de los barrios Centro Industrial, Granjas de Techo y sus alrededores. En las cercanías se encuentra el taller de ferrocarriles de la ANI.

## Origen del nombre
La estación no cuenta aún con un nombre oficial, sin embargo, provisionalmente y durante la etapa de construcción se le asigna un nombre provisional relacionado con la nomenclatura de las vías más cercanas o que servirán de acceso a la misma. Previo a la puesta en funcionamiento de la troncal, se realizó un proceso de selección del nombre con la comunidad para generar apropiación del sistema.

## Historia
En noviembre de 2018 se anunció el convenio de financiación entre el Gobierno Nacional y el Distrito que asegura los recursos para la construcción de las troncales de la avenida Ciudad de Cali y la avenida Congreso Eucarístico. En octubre de 2019 se inició el proceso de licitación para diseñar y construir esta troncal, y finalmente, el 23 de enero de 2020 se adjudicó la construcción de esta troncal. El acta de inicio fue firmada a finales de junio del mismo año.

## Servicios de la estación

### Esquema
| ← Norte         |               |               |                 |
| Calle 20        | sin servicios | sin servicios | Calle 19        |
| En construcción | Vagón 2       | Vagón 1       | En construcción |
| Calle 20        | sin servicios | sin servicios | Calle 19        |
| Sur →           |               |               |                 |

### Servicios urbanos
Así mismo funcionan las siguientes rutas urbanas del SITP en los costados externos a la estación, circulando por los carriles de tráfico mixto sobre la Avenida Carrera 68, con posibilidad de trasbordo usando la tarjeta TuLlave:
| Código | Sector                  | Dirección     | Rutas                                        |
| ------ | ----------------------- | ------------- | -------------------------------------------- |
| 068A06 | K Br. Centro Industrial | AK 68 - CL 20 | A503A606A610B326C137C155C705K627 661 E44     |
| 068B06 | K Br. Centro Industrial | AK 68 - CL 20 | A611C122C404D630K317 634                     |
| 068C06 | K Br. Centro Industrial | AK 68 - CL 19 | B916D607D800 576 C101                        |
| 068D06 | K Br. Centro Industrial | AK 68 - CL 19 | A427C156D208 367 SE6 T40 T62                 |
| 190A06 | K Br. Montevideo        | AK 68 - CL 20 | G137G503H610H627H705H721K326L155 661 E44 T62 |
| 190B06 | K Br. Montevideo        | AK 68 - CL 20 | H317H606H611H630K122L800 634                 |
| 190C06 | K Br. Montevideo        | AK 68 - CL 20 | F404G208G527H607K916 576 C101                |
| 190D06 | K Br. Montevideo        | AK 68 - CL 20 | F427G156 367 SE6 T40                         |

## Ubicación geográfica
| Noroeste: Fontibón   | Norte: Fontibón    | Nordeste: N Av. Esperanza |
| Oeste: Fontibón      |                    | Este: Puente Aranda       |
| Suroeste: N Calle 13 | Sur: Puente Aranda | Sureste: Puente Aranda    |